# Dirk Tersteeg

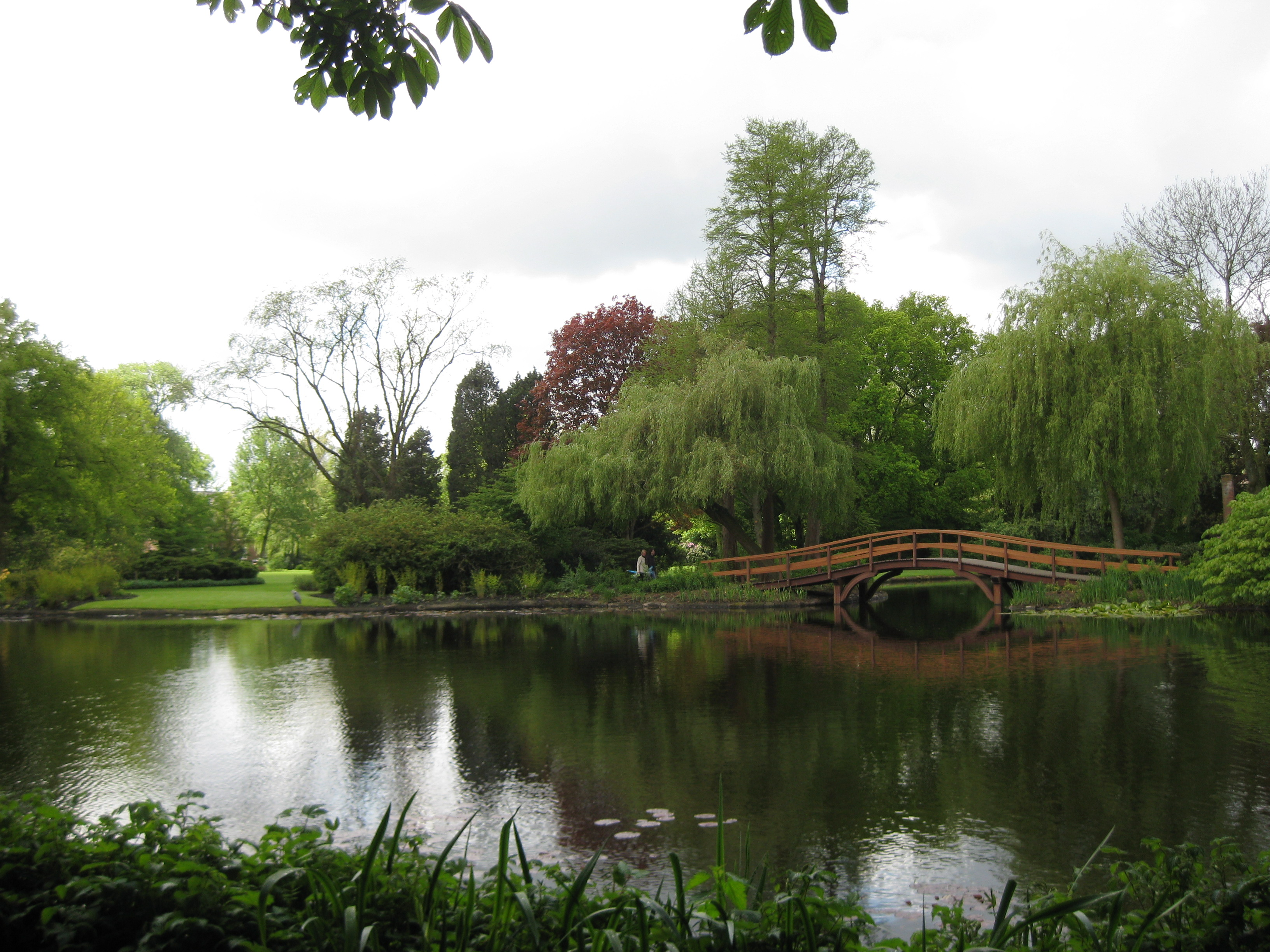
Broersepark in Amstelveen

Dirk Frederik Tersteeg (Amsterdam, 17 februari 1876 – Naarden, 5 december 1942) was een Nederlands tuin- en landschapsarchitect. Een aantal door hem ontworpen tuinen en parken zijn op de rijksmonumentenlijst gekomen.

## Levensloop
Tersteeg werd februari 1876 te Amsterdam geboren als tweede kind van een gezin met zes kinderen. Vader J.G. Tersteeg, timmerman en later makelaar en aannemer, was gehuwd met M.E.A. Antonijsen.
De bezigheden van zijn vader heeft bij Dirk Tersteeg zeker de algemene belangstelling voor architectuur gestimuleerd. In 1891 verhuisde het gezin Tersteeg uit de stad naar Naarden en maakte Dirk kennis met een landelijke omgeving van weiden, kwekerijen, bos en heide. Hij raakte vooral gefascineerd door de boomkwekerijen, grotere en kleinere, die op de afgegraven gronden rond Naarden waren gevestigd. En zo besloot de jonge Tersteeg zich na zijn hbs-tijd niet, zoals zijn vader deed, toe te gaan leggen op de bouwkunde maar zich in de tuinkunde te gaan verdiepen. Voor de theoretische kennis van deze branche bezocht hij twee jaar de tuinbouwschool Linnaeus te Amsterdam. Daarna volbracht hij in Naarden zijn anderhalf jaar durende praktijkperiode op de rozen- en fruitboomkwekerij van G.A. van Rossem aan de Huizerstraatweg. Voor het opdoen van nog meer ervaring werkte hij daarna in Engeland, op een rozenkwekerij in Trier (Duitsland) en in Frankrijk op een boomkwekerij te Orléans.
Na zijn terugkomst vestigde Tersteeg zich in 1898 als zelfstandig boomkweker te Naarden op de kwekerij die daarvoor eigendom was van burgemeester Wesseling aan de Lambertus Hortensiuslaan 1. Aanvankelijk leidde Tersteeg de kwekerij samen met zijn broer Jan Georg, maar na diens emigratie zette hij de zaak alleen voort.
In 1903 trouwde Dirk Tersteeg met Henriëtta Sophia Margaretha Goedkoop (1878-1966) en het paar ging op de kwekerij wonen. Zij kregen in de loop van de tijd drie dochters en één zoon. In 1908 werd het houten huis, naar ontwerp van Tersteeg zelf, vergroot, waardoor voldoende ruimte voor woning én kantoor in het pand ontstond.
Tersteeg ontwikkelde zich al werkend en zich daarbij ook in het buitenland oriënterend tot tuinarchitect. Zijn kwekerij hield hij wel aan om de daar gekweekte planten en bomen in de door hem ontworpen tuinen over te kunnen planten.
Het eerste tuinontwerp van Tersteeg dateert uit 1903 voor G. Philips in Eindhoven. Ver verwijderd van Het Gooi, maar deze connectie leverde hem in 1929 wel de opdracht op voor de groenvoorziening bij de Phohizenders te Huizen. Zijn bekendheid als tuinarchitect nam toe door opdrachten voor landhuistuinen, maar vooral door zijn zeer bekend geworden ontwerpen in 1909 voor de bloementuin van Prins Hendriksoord te De Lage Vuursche en de tuin voor De Hooge Vuursche te Baarn in 1910. Deze grote, bijzondere tuinen bestaan allebei nog, goed bewaard in hun oorspronkelijke vorm.
Ook grotere opdrachten begonnen binnen te komen: voor ziekenhuizen en stadsparken. Voor een ontwerp in het buitenland won Tersteeg in 1915 de prijsvraag van de Horticulture Section Holland Panama Pacific International Exposition in San Francisco. In 1925 volgde de opdracht voor de Flora 1925 te Heemstede en in 1935 voor de tuin van het Nederlandse Paviljoen op de wereldtentoonstelling te Brussel.
In de loop van zijn leven werd Tersteeg in allerlei commissies en besturen benoemd. Zo was hij voorzitter van de Naardense schoonheidscommissie, lid van de Bussumse, Huizense en gewestelijke schoonheidscommissie en bestuurslid van verschillende landelijke verenigingen, welke laatste dankbaar gebruikmaakten van zijn landschappelijke kennis. Maar vooral voor de gemeente Naarden heeft Tersteeg vele ontwerpen gemaakt en heeft hij jarenlang een belangrijke adviseursfunctie vervuld.
In de jaren dertig werd Tersteeg voor al zijn werk geëerd als Officier in de Orde van Oranje-Nassau.
Zijn laatste werk was in 1937-1938 een ontwerp voor de gemeente Naarden voor de nieuwe begraafplaats Nieuw Valkeveen. Tersteeg heeft deze opdracht echter niet kunnen afmaken: hij werd ziek en overleed op 5 december 1942. Zijn zoon Tom maakte de opdracht af.
In zijn woonplaats Naarden is de Dirk Tersteeglaan naar hem vernoemd.
Tot zijn ontwerpen behoren:
- het Broersepark (later zo genoemd, oorspronkelijk Wandelpark) in Amstelveen
- de tuinen van Kasteel de Hooge Vuursche in Baarn
- het Stadspark in Sittard en het Burgemeester Damenpark in Geleen.
- de tuin van Kasteel Vliek in Ulestraten
- de tuin van buitenplaats "De Konijn" te Lunteren
- het Wantijpark in Dordrecht
- het Jan Jurrissenplantsoen ("Meertje van Vlek") in Naarden
- het basisplan voor de villawijk Brediuskwartier in Bussum
- de beplanting van de Algemene begraafplaats van Bussum

- Biografisch Portaal: 43107059
- Gemeinsame Normdatei: 124792251
- International Standard Name Identifier: 0000 0001 2208 7432
- Nederlandse Thesaurus van Auteursnamen: 07204652X
- RKD-Nederlands Instituut voor Kunstgeschiedenis: 427236
- Union List of Artist Names: 500276673
- Virtual International Authority File: 10788698
- WorldCat: E39PBJc7VHfKP9mkDtGfFhdfbd